# 薩摩松元站
薩摩松元站（日语：／ Satsuma-Matsumoto eki */?）是位於鹿兒島縣鹿兒島市上谷口町，屬於九州旅客鐵道（JR九州）的鹿兒島本線車站。

## 背景
本站是由舊上伊集院村提出的請願車站。在本站落成前，上伊集院村（後來為松元町）內只有饅頭石站（後來為上伊集院站）一個車站。由於該站距離上伊集院村中心較遠，因此當地自1949年起向日本國有鐵道（國鐵）請願，希望在村落中心的上谷口字松元建設車站。不過由於計劃興建的位置是一處斜坡，因此最初國鐵不允許建設此站。經過數年來村民多次上京請願後，終於獲國鐵首肯可建設車站。但國鐵要求建設車站費用由地方全數支付。因此上伊集院村動用了村的財政使費內、及村內村民的集資下，籌集了足夠的資金興建共1,200萬日圓。現時在車站入口處旁、為紀念車站成立50周年而豎立的「薩摩松元站開業經緯」看板，當中也有寫上建站的經過。

### 站名的來源
「松元」是在1954年設置車站時，以所在位置的的小字「松元」（日置郡上伊集院村大字上谷口字松元）命名。由於「松元」由於設有同音異字的松本站（位於長野縣松本市），因此冠上了舊國名「薩摩國」。
隨後在1960年上伊集院村實行町制之際，薩摩松元站附近設有鹿兒島市政廳松元分所，該處以前是村公所，而上伊集院村改名為松元町。

## 車站構造
本站建於被平整的斜坡上，也因為獨特的地型環境，使原來的站務室被置於月台上，並與候車室結合成一體，因此廣義上亦可當為以簡易車站模式運作。車站入口與月台間透過建於月台下的地下通道連接。一端通往市街道，另一端則通往靠近斜坡的行人小徑；而因為現時的環境限制，月台與車站入口之間亦只有樓梯連接，不備有任何無障礙設施。
從隧道進入月台範圍後，便進入併設了驗票口及的月台候車室，整個皆由木板所搭建而成。現時的候車室，乃為原來的站務室，無人化後，曾經因應於部分時段亦會有從伊集院站前來的職員協助站務事宜而保留，但完全無人化後，站務室再沒有任何用途，因此於2010年代後期將售票窗口及出入口拆去，改成為候車室，並放置了五張塗上不同顏色的長木櫈，只保留最盡頭的部份為儲物室。然而，在站務室仍然存在時，也設有3張三獨立座椅的塑膠候車椅，於樓梯口與驗票口中間的通道上，也設置了一部飲品自動販賣機。
而由候車室通往兩側月台的開放式驗票口旁，則設有一組對應出、入站的IC卡感應器（通往1號月台為出閘、通往2號月台為入閘），而靠近出閘感應器旁也設置了一部一部簡易式自動售票機，早於無人化初期時已經設置。

### 月台
設有1面2線的島式月台。原來長度達最少達180米，但由於現時根本不需要過長的月台，因此只保留中央約4節的長度使用，兩端的月台現在都被欄竿所截去。月台上的一般設施也都全部置於候車空間內。
| 月台 | 路線        | 上下行 | 方向                                                     |
| ---- | ----------- | ------ | -------------------------------------------------------- |
| 1    | ■鹿兒島本線 | 上行   | 伊集院、串木野、川內方向                                 |
| 2    | ■鹿兒島本線 | 下行   | 鹿兒島中央方向 經■日豐本線往鹿兒島、國分、都城、宮崎方向 |

## 歷史
- 1949年7月：上伊集院村議會決議要求建設薩摩松元站。並且向國家提交請願書[1]。
- 1953年5月20日：上伊集院村舉行動工儀式[1]。
- 1954年2月11日：在伊集院站～上伊集院站之間的上伊集院村大字上谷口字松元開設薩摩松元站設[4]。
- 1977年8月4日：伊集院站至薩摩松元站之間雙線化。
- 1980年2月6日：薩摩松元站至上伊集院站之間雙線化。
- 1987年4月1日：隨國鐵分割民營化，車站由九州旅客鐵道（JR九州）營運。
- 2004年3月13日：隨九州新幹線部分路段啟用，令停靠本站的特急列車取消，鹿兒島中央站→川內站之間的尾班列車（日语：最終列車）變成快速列車，並停靠本站（鹿兒島中央站至此站之間各站停車）。

- 4月1日：改為無人車站。
- 4月11日：在站前廣場舉行開業50周年紀念活動，並豎立了「開站經緯」看板。

- 2011年3月12日：隨原來的快速列車昇格為特急列車「川內特快」，本站改為通過站，再次回復至只有普通列車停靠。
- 2012年12月1日：可以使用IC卡「SUGOCA」[6]。

## 使用狀況
以下是近年1日平均使用人次：
| 年度 | 1日平均 乘車人次 | 1日平均 上下車人次 |
| ---- | ---------------- | ------------------ |
| 2003 | 518              |                    |
| 2004 | 507              |                    |
| 2005 | 512              |                    |
| 2006 | 532              |                    |
| 2007 | 546              | 1,098              |
| 2008 | 551              | 1,104              |
| 2009 | 551              | 1,093              |
| 2010 | 542              | 1,093              |
| 2011 | 538              | 1,081              |
| 2012 | 556              | 1,112              |
| 2013 | 580              | 1,161              |
| 2014 | 536              | 1,069              |
| 2015 | 538              | 1,070              |

| 年度 | 1日平均 乘車人次 | 出處       |
| ---- | ---------------- | ---------- |
| 2016 | 530              | [ 統計 2 ] |
| 2017 | 571              | [ 統計 3 ] |
| 2018 | 581              | [ 統計 4 ] |
| 2019 | 579              | [ 統計 5 ] |
| 2020 | 473              | [ 統計 6 ] |
| 2021 | 477              | [ 統計 7 ] |
| 2022 | 519              | [ 統計 8 ] |
| 2023 | 570              | [ 統計 9 ] |

## 相鄰車站
九州旅客鐵道
■鹿兒島本線
伊集院－薩摩松元－上伊集院

### 統計資料
1. ↑  鹿兒島市統計書
2. ↑   (PDF). 九州旅客鉄道.   [2021-03-29]. （原始内容 (PDF)存档于2017-08-01） （日语）.
3. ↑   (PDF). 九州旅客鉄道.   [2021-03-29]. （原始内容 (PDF)存档于2019-07-06） （日语）.
4. ↑   (PDF). 九州旅客鐵道.   [2019-07-30]. （原始内容存档 (PDF)于2019-12-06）.
5. ↑   (PDF). 九州旅客鉄道.   [2021-03-29]. （原始内容 (PDF)存档于2020-08-24） （日语）.
6. ↑   (PDF). 九州旅客鉄道.   [2021-09-08]. （原始内容 (PDF)存档于2021-08-24） （日语）.
7. ↑  駅別乗車人員上位300駅（2021年度） （页面存档备份，存于），JR九州。
8. ↑  駅別乗車人員上位300駅（2022年度） （页面存档备份，存于），JR九州。
9. ↑  駅別乗車人員上位300駅（2023年度） （页面存档备份，存于），JR九州。

## 外部連結
- JR九州薩摩松元站